# Astochia introducens
Astochia introducens là một loài ruồi trong họ Asilidae. Astochia introducens được Walker miêu tả năm 1859. Loài này phân bố ở miền Ấn Độ - Mã Lai.